# Afrixalus quadrivittatus
Afrixalus quadrivittatus és una espècie de granota de la família dels hiperòlids que viu a Burundi, Camerun, República Centreafricana, el Txad, República del Congo, República Democràtica del Congo, Guinea Equatorial, Etiòpia, el Gabon, Kenya, Nigèria, Ruanda, el Sudan, Tanzània, Uganda i, possiblement també, a Angola, Malawi i Zàmbia.